# Campionato mondiale Formula TT 1987
Il campionato mondiale Formula TT 1987 è l'undicesima edizione del campionato mondiale Formula TT, una competizione motociclistica riservata a moto derivate dalla produzione di serie, ma con ciclistica "libera".
A partire da questa stagione la categoria TT Formula 2 perde la sua titolazione iridata, come nel 1981 viene eliminata la TT Formula 3, pertanto l'unico titolo assegnato nel 1987 è stato quello per la classe regina, ovvero la TT Formula 1.

## I partecipanti
Tra i protagonisti attesi per la vittoria del titolo si segnalavano il nordirlandese Joey Dunlop, pluricampione in carica della categoria con 5 titoli consecutivi all'attivo, leggenda vivente del Tourist Trophy e alfiere del team Honda Racing Corporation, il suo compagno di marca Fred Merkel con una Honda privata, gli alfieri della Suzuki Roger Marshall e Paul Iddon con la GSX-R750, supportati da Anders Andersson con una Suzuki schierata dall'importatore locale svedese. Per scelta della Honda, in un'ottica di sviluppo del prodotto di serie, a Dunlop venne affidata una VFR 750 pesantemente modificata al posto della stravincente RVF dell'anno precedente, moto che il pilota riotterrà solo per l'ultima gara. Tra gli outsiders vi era invece la piccola fabbrica artigianale riminese Bimota, che schierava le proprie YB4 R "ufficiali" con Virginio Ferrari (vicecampione della classe 500 del motomondiale 1979) e Davide Tardozzi, mentre altre due YB4 R erano portate in pista dal team privato tedesco Hein Gericke Racing per Peter Rubatto e Klaus Klein.

## Il calendario
fonti:

| Data         | Nazione/Località | Circuito                                  | Vincitore                                                     |
| ------------ | ---------------- | ----------------------------------------- | ------------------------------------------------------------- |
| 20 aprile    | Misano Adriatico | Circuito Internazionale Santamonica       | Paul Iddon                                                    |
| 3 maggio     | Budapest         | Hungaroring                               | Virginio Ferrari                                              |
| 30 maggio    | Isola di Man     | Snaefell Mountain Course / Tourist Trophy | Joey Dunlop                                                   |
| 25 giugno    | Assen            | Circuito di Assen / Dutch TT              | Virginio Ferrari                                              |
| 15 agosto    | Belfast          | Circuito di Dundrod / Ulster GP           | gara annullata per maltempo dopo un incidente al secondo giro |
| 30 agosto    | Sugo             | Sportsland Sugo                           | Kevin Magee                                                   |
| 20 settembre | Hockenheim       | Hockenheimring                            | Virginio Ferrari                                              |
| 27 settembre | Donington        | Donington Park                            | Paul Iddon                                                    |

Originariamente il campionato si doveva disputare su dieci prove, ma la gara finlandese originariamente inclusa nel calendario viene cancellata a causa della mancanza dei requisiti di sicurezza del tracciato, mentre la gara portoghese viene tolta dal programma a causa riposizionamento del Gran Premio del Portogallo di F1 che aveva generato un conflitto di date.

## Resoconto della stagione
La prima gara, svoltasi a Misano Adriatico, vide il successo di Paul Hiddon del team Heron Suzuki, con la Honda che fece suoi gli altri due gradini del podio con Fred Merkel e Joey Dunlop, mentre i piloti Bimota ufficiali furono vittime di una caduta (Ferrari) e di problemi tecnici (Tardozzi) in quella che essi consideravano la loro gara di casa.

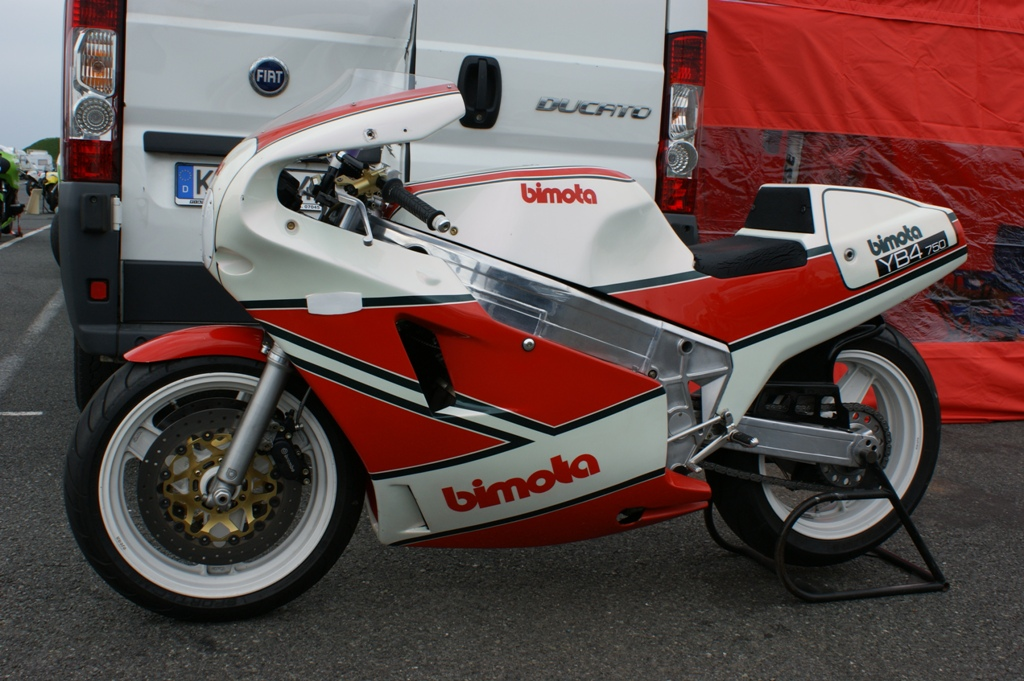
Un esemplare di Bimota YB4, motocicletta con cui la casa Riminese torna a vincere un campionato mondiale dopo il titolo della Classe 350 di John Ekerold nel 1980.

I due italiani ebbero modo di rifarsi due settimane dopo all'Hungaroring, dove la doppietta Ferrari-Tardozzi (quest'ultimo autore di una gara in rimonta) davanti alla Suzuki di Andersson mostrò le reali prestazioni della moto riminese a spese dei vincitori della gara d'esordio, entrambi caduti dopo aver preso il largo nelle fasi iniziali della corsa. La classifica ora vedeva il tedesco Peter Rubatto sulla Bimota "tedesca" al comando con i 16 punti ottenuti grazie a due piazzamenti al quarto posto, Ferrari e Iddon secondi, Dunlop quarto e Tardozzi quinto insieme a Merkel.

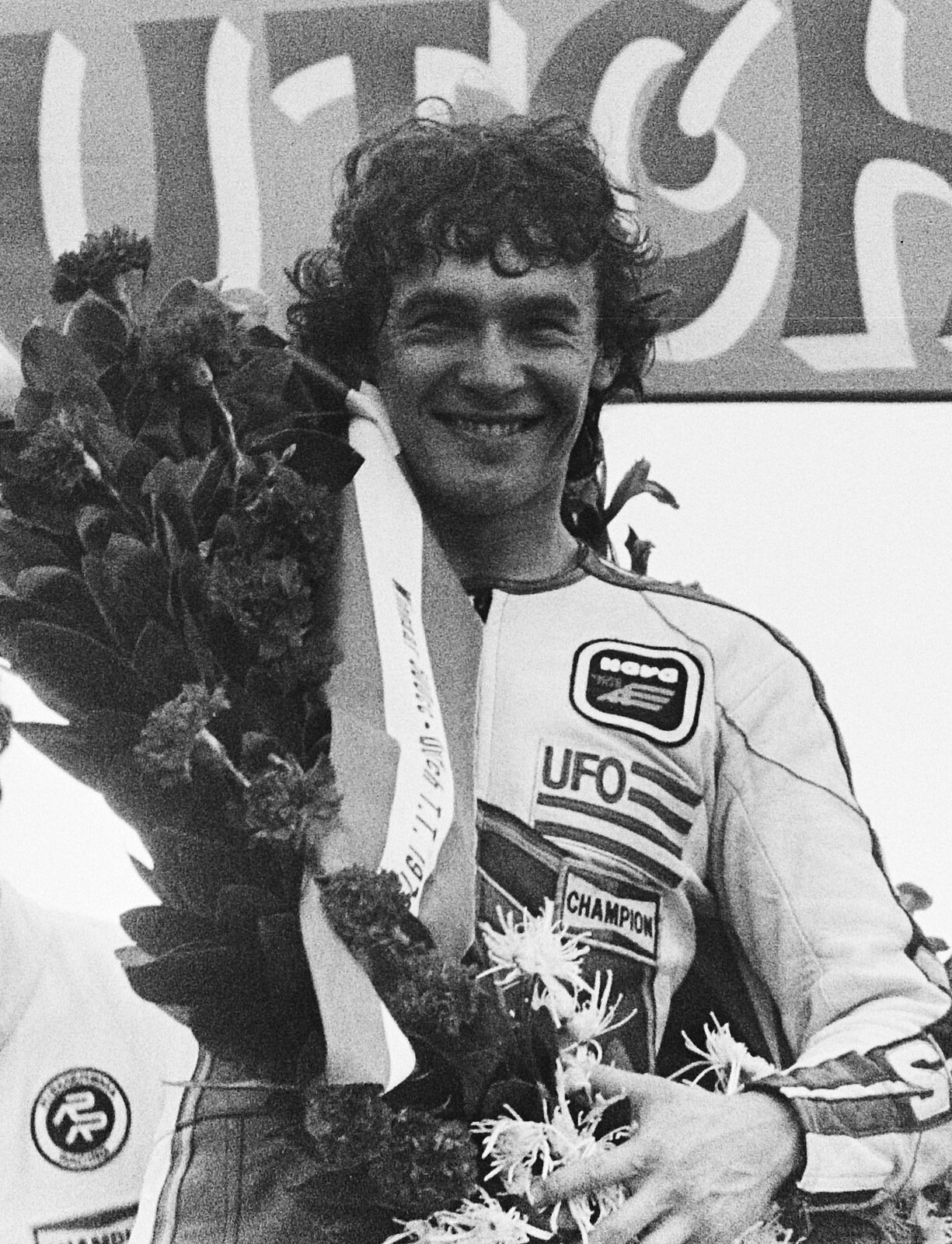
Virginio Ferrari, qui immortalato ai tempi del Motomondiale 1979, vincitore del titolo mondiale Formula TT.

La Bimota sceglie di non schierarsi al Tourist Trophy e Joey Dunlop fece il bello e il cattivo tempo sull'Isola di Man in una gara in cui i suoi avversari principali non conquistano punti, balzando così al comando della classifica del campionato con 28 punti, davanti al regolare Rubatto e a Ferrari, terzo a pari punti con Paul Iddon.
La svolta della stagione si ebbe al Dutch TT corsosi ad Assen, dove i piloti del team ufficiale Bimota si contesero aspramente la vittoria, che arrise a Virginio Ferrari. Il ritiro in gara di Joey Dunlop, che si era scontrato con Merkel, permise all'italiano di portarsi in testa al campionato con un vantaggio di due punti sull'asso nordirlandese, seguiti da Rubatto, Tardozzi e Iddon: i primi cinque in un margine di soli sette punti.
L'appuntamento successivo, l'Ulster Grand Prix, era da tutti considerato favorevole a Joey Dunlop, espertissimo di corse su strada e plurivincitore della gara, ma le condizioni meteorologiche particolarmente avverse resero il circuito di Dundrod (ricavato lungo strade di campagna nei dintorni di Belfast) ancora più pericoloso di quanto non fosse già di suo. Virginio Ferrari prese la decisione di ritirarsi dopo aver svolto le prove libere e fece le valigie per l'Italia, molti dei quaranta concorrenti (tra cui Tardozzi) schierati in griglia si rifiutarono di gareggiare e presero la via dei box dopo aver completati il giro di ricognizione, ma la gara partì lo stesso per poi essere interrotta all'inizio del secondo giro, quando il tedesco Klaus Klein con la sua Bimota privata scivolò a 270 km/h lungo il rettilineo di arrivo a causa dell'aquaplaning andando a schiantarsi contro un muretto a bordo pista e morendo nell'impatto. L'annullamento della gara privò Dunlop dell'opportunità di allungare in classifica su Ferrari.
Il campionato si spostò quindi in Giappone, dove sul circuito di Sugo la gara fu vinta dall'australiano Kevin Magee schierato dal team ufficiale Yamaha, che fece una singola apparizione in campionato sul circuito di sua proprietà. Il podio fu monopolizzato dalle wild card, con secondo posto andato al giapponese Yukiya Oshima su Suzuki e il terzo all'australiano Mick Doohan sulla seconda Yamaha FZR750 ufficiale. I protagonisti della stagione, per vari inconvenienti, non ottennero punti e quindi Ferrari guidava la classifica ancora con due punti di vantaggio.
Il ritorno in Europa avvenne all'Hockenheimring, dove ci fu il dominio da parte delle Bimota, che siglarono un'altra doppietta Ferrari-Tardozzi, con l'aggiunta della bella prestazione di quella privata del tedesco Bodo Schmidt giunto in quinta posizione. Joey Dunlop riuscì a tenere aperta la corsa al titolo grazie alla sua determinazione, che gli consegnò il quarto posto dietro alla Suzuki di Ernst Gschwender, nonostante la sua moto non fosse in grado di lottare con quelle italiane.
L'ultima gara si tenne in Inghilterra a Donington Park e il vantaggio di Virginio Ferrari su Joey Dunlop ammontava a 9 punti, il che imponeva a quest'ultimo di finire sul podio, con la speranza che l'italiano finisse fuori dalla zona punti, o di vincere la gara col rivale incapace di far meglio del sesto posto. La corsa vide scattare al comando i due della Heron Suzuki, con Dunlop in terza posizione e Ferrari in quarta; posizioni che non cambiarono dopo i pit stop, con la doppietta Iddon-Marshall e con addirittura Ferrari che, evitando inutili rischi, arrivò al traguardo in settima posizione e conquistò il titolo mondiale per soli 3 punti, il margine più risicato della storia del campionato.
In seguito alla sconfitta, la Honda mise in campo per la stagione successiva una nuova moto, che avrebbe dominato sia in Formula TT che nel mondiale Superbike, la VFR750R, conosciuta anche col suo codice di progetto RC30.

## Risultati

### Sistema di punteggio
| Pos.  | 1  | 2  | 3  | 4 | 5 | 6 | 7 | 8 | 9 | 10 | 11> |
| Punti | 15 | 12 | 10 | 8 | 6 | 5 | 4 | 3 | 2 | 1  | 0   |

### Classifica Piloti
fonti:
| Pos. | Pilota              | Moto                             | Italia (bandiera) | Ungheria (bandiera) | Isola di Man (bandiera) | Paesi Bassi (bandiera) | [ 4 ] [ 8 ]                 | Giappone (bandiera) | Germania (bandiera) | Regno Unito (bandiera) | P.ti |
| ---- | ------------------- | -------------------------------- | ----------------- | ------------------- | ----------------------- | ---------------------- | --------------------------- | ------------------- | ------------------- | ---------------------- | ---- |
| 1    | Virginio Ferrari    | Bimota YB4 R                     | Rit               | 1                   | NP                      | 1                      | NP                          | Rit                 | 1                   | 7                      | 49   |
| 2    | Joey Dunlop         | Rothmans - Honda VFR750 e RVF750 | 3                 | 8                   | 1                       | Rit                    | AN                          |                     | 4                   | 3                      | 46   |
| 3    | Paul Iddon          | Heron - Suzuki GSX-R750          | 1                 | Rit                 | Rit                     | 4                      | AN                          |                     | 6                   | 1                      | 43   |
| 4    | Davide Tardozzi     | Bimota YB4 R                     | Rit               | 2                   | NP                      | 2                      | AN                          | Rit                 | 2                   |                        | 36   |
| 5    | Roger Marshall      | Heron - Suzuki GSX-R750          |                   | Rit                 | 4                       | 3                      | AN                          |                     |                     | 2                      | 30   |
| 6    | Peter Rubatto       | Hein Gericke - Bimota YB4 R      | 4                 | 4                   | 7                       | 5                      | AN                          |                     |                     |                        | 26   |
| 7    | Anders Andersson    | Suzuki                           |                   | 3                   | 11                      | 7                      | AN                          | 7                   |                     | 5                      | 24   |
| 8    | Fred Merkel         | Honda                            | 2                 |                     |                         | Rit                    | AN                          |                     |                     | 4                      | 20   |
| 9    | Ernst Gschwender    | Suzuki                           |                   | 6                   |                         | 8                      | AN                          |                     | 3                   |                        | 18   |
| 10   | Kevin Magee         | Super Angel - Yamaha FZR750      |                   |                     |                         |                        |                             | 1                   |                     |                        | 15   |
| 11   | Phil Mellor         | Suzuki                           |                   |                     | 2                       |                        |                             |                     |                     |                        | 12   |
| -    | Yukiya Ōshima       | Suzuki                           |                   |                     |                         |                        |                             | 2                   |                     |                        | 12   |
| 13   | Geoff Johnson       | Yamaha                           |                   |                     | 3                       |                        |                             |                     |                     |                        | 10   |
| -    | Michael Doohan      | Super Angel - Yamaha FZR750      |                   |                     |                         |                        |                             | 3                   |                     |                        | 10   |
| -    | Jari Suhonen        | Yamaha                           | 9                 | 5                   |                         |                        | AN                          |                     | 9                   |                        | 10   |
| 16   | Henrik Ottosen      | Yamaha                           | 7                 |                     |                         |                        | AN                          |                     |                     | 6                      | 9    |
| 17   | Katsurō Takayoshi   | Suzuki                           |                   |                     |                         |                        |                             | 4                   |                     |                        | 8    |
| -    | Trevor Nation       | Yamaha                           |                   |                     | 5                       |                        | AN                          |                     |                     | 9                      | 8    |
| -    | Klaus Caspers       | Suzuki                           | 6                 |                     |                         |                        | AN                          |                     | 8                   |                        | 8    |
| -    | Mark Phillips       | Suzuki                           |                   |                     |                         | 6                      | AN                          |                     |                     | 8                      | 8    |
| 21   | Andy McGladdery     | Suzuki                           | 5                 |                     | Rit                     |                        | AN                          |                     |                     |                        | 6    |
| -    | Mitsuo Saitō        | Yamaha                           |                   |                     |                         |                        |                             | 5                   |                     |                        | 6    |
| -    | Bodo Schmidt        | Bimota                           |                   |                     |                         |                        |                             |                     | 5                   |                        | 6    |
| 24   | Nick Jefferies      | Honda                            |                   |                     | 6                       |                        |                             |                     |                     |                        | 5    |
| -    | Takahiro Sōwa       | Kawasaki                         |                   |                     |                         |                        |                             | 6                   |                     |                        | 5    |
| -    | Glenn Williams      | Suzuki                           | 8                 |                     | 9                       |                        | AN                          |                     |                     |                        | 5    |
| 27   | René Rasmussen      | Suzuki                           |                   | 7                   |                         |                        | AN                          |                     |                     |                        | 4    |
| -    | Fabrizio Pirovano   | Bimota                           |                   |                     |                         |                        |                             |                     | 7                   |                        | 4    |
| 29   | Dave Leach          | Suzuki                           |                   |                     | 8                       |                        |                             |                     |                     |                        | 3    |
| -    | Jun Suzuki          | Honda                            |                   |                     |                         |                        |                             | 8                   |                     |                        | 3    |
| -    | Andreas Hofmann     | Kawasaki                         |                   | 10                  |                         | 9                      | AN                          |                     |                     |                        | 3    |
| 32   | Patrick Bettendorf  | Suzuki                           |                   | 9                   |                         |                        | AN                          |                     |                     |                        | 2    |
| -    | Shōji Hiratsuka     | Yamaha                           |                   |                     |                         |                        |                             | 9                   |                     |                        | 2    |
| 34   | Edwin Weibel        | Honda                            |                   |                     |                         |                        | AN                          |                     | 10                  | 10                     | 2    |
| 35   | Steve Williams      | Yamaha                           | 10                |                     | Rit                     |                        |                             |                     |                     |                        | 1    |
| -    | Steve Lindsell      | Yamaha                           |                   |                     | 10                      |                        |                             |                     |                     |                        | 1    |
| -    | Henk de Vries       | Yamaha                           |                   |                     |                         | 10                     |                             |                     |                     |                        | 1    |
| -    | Katsunori Shinozaki | Suzuki                           |                   |                     |                         |                        |                             | 10                  |                     |                        | 1    |
| Pos. | Pilota              | Moto                             | Italia (bandiera) | Ungheria (bandiera) | Isola di Man (bandiera) | Paesi Bassi (bandiera) | Irlanda del Nord (bandiera) | Giappone (bandiera) | Germania (bandiera) | Regno Unito (bandiera) | P.ti |

| Legenda | 1º posto        | 2º posto            | 3º posto           | A punti      | Senza punti        | Grassetto – Pole position Corsivo – Giro più veloce |
| Legenda | Gara non valida | Non qual./Non part. | Ritirato/Non class | Squalificato | '-' Dato non disp. | Grassetto – Pole position Corsivo – Giro più veloce |

### Classifica Costruttori
| Pos. | Costruttore | Italia (bandiera) | Ungheria (bandiera) | Isola di Man (bandiera) | Paesi Bassi (bandiera) | [ 4 ] [ 8 ] | Giappone (bandiera) | Germania (bandiera) | Regno Unito (bandiera) | P.ti |
| ---- | ----------- | ----------------- | ------------------- | ----------------------- | ---------------------- | ----------- | ------------------- | ------------------- | ---------------------- | ---- |
| 1    | Suzuki      | 1                 | 3                   | 2                       | 3                      | AN          | 2                   | 3                   | 1                      | 84   |
| 2    | Bimota      | 4                 | 1                   | 7                       | 1                      | AN          | Rit                 | 1                   | 7                      | 61   |
| 3    | Honda       | 2                 | 8                   | 1                       | Rit                    | AN          | 8                   | 4                   | 3                      | 43   |
| 4    | Yamaha      | 7                 | 5                   | 3                       | 10                     | AN          | 1                   | 9                   | 6                      | 43   |
| 5    | Kawasaki    |                   | 10                  |                         | 9                      | AN          | 6                   |                     |                        | 8    |